# گونکه
گونکه شهری در شهرستان کومبیسیری در استان بازگا در بورکینافاسوی مرکزی است و جمعیت آن ۸۳۸ نفر است.